# Municipio de Clay (condado de Bartholomew)
El municipio de Clay (en inglés, Clay Township) es un municipio del condado de Bartholomew, Indiana, Estados Unidos. Tiene una población estimada, a mediados de 2024, de 3352 habitantes.

## Geografía
Está ubicado en las coordenadas 39°13′35″N 85°48′58″O / 39.22639, -85.81611 (39.226457, -85.816217). Según la Oficina del Censo, tiene una superficie total de 60.02 km², de los cuales 59.98 km² corresponden a tierra firme y 0.04 km² están cubiertos de agua.

## Demografía
Según el censo de 2020, en ese momento había 3145 personas residiendo en la zona. La densidad de población era de 52.43 hab./km². El 87.00% de los habitantes eran blancos, el 1.02% eran afroamericanos, el 0.60% eran amerindios, el 1.75% eran asiáticos, el 0.03% era isleño del Pacífico, el 4.83% eran de otras razas y el 4.77% eran de una mezcla de razas. Del total de la población, el 9.48% eran hispanos o latinos de cualquier raza.